# Nkimi
Nkimi – miasto w środkowej kontynentalnej części Gwinei Równikowej, w prowincji Prowincji Środkowo-Południowej. W 2005 roku liczyło 3313 mieszkańców.